# پلشوفاتیان
چندتکمیزه‌ایان پولچوفاتیدا(نام علمی: Paulchoffatiidae) نام یک تیره از راسته چندتکمیزه‌ایان است.